# Гропа (род)
Гропа — албанский дворянский род, который контролировал регион между Поградецом, Охридом и Дебаром в период XIII—XIV веков.

## История
В XIII веке члены семьи Гропа были католиками, но в XIV веке они перешли в православие из политических отношений с Охридским архиепископством . Пал Гропа, аристократ Королевства Албания, получил расширенные привилегии от короля Карла I Неаполитанского 18 мая 1273 года: "nobili viro sevasto Paulo Gropa «casalia Radicis maioris et Radicis minons, nec non Cobocheste, Zuadigorica, Sirclani et Craye, Zessizan sitam in valle de Ebu».
Член семьи Гропа, Андреа Гропа, управлял регионом и городом Охрид как вассал короля Сербии Вукашина Мрнявчевича до его смерти в 1371 году, а позднее его сына Марко. Через некоторое время он стал полунезависимым от князя Марко Мрнявчевича, стал именовался жупаном и господарем Охридским (владыка Охридский).
После смерти Андреа Гропы его владения снова оказались под прямым управлением Марко Мрнявчевича.
Захария Гропа упоминается Атанасом Гегаем как один из военачальников албанского лидера Скандербега.

## Известные члены рода
- Пал Гропа (упоминается в 1273 году), вассал короля Карла I Неаполитанского в Королевстве Албания
- Андреа (Андрия) Гропа (упоминается в 1377—1385 годах), вассал сербских королей Вукашина и Марко Мрнявчевичей, позднее Османской империи
- Захария Гропа (упоминается в 1457 году), сподвижник Моиса Арианити Големи.